# 列支敦士登死刑制度
列支敦士登死刑制度已完全废除，于1987年因谋杀和1989年因叛国罪的死刑被废除。
最后一次死刑判决是在1977年宣布的，当时一名42岁的男子因1976年杀害妻子和两个孩子而被判处绞刑，这个判决后来被列支敦士登亲王弗朗茨·约瑟夫二世减刑为15年监禁。
上一次执行死刑发生在1785年，当时一名42岁名叫芭芭拉·埃尼的无家可归妇女因入室盗窃和偷窃的罪名于首都瓦都茲被公开斬首。